# Pogavranjen
Pogavranjen je hrvatski black metal-sastav iz Zagreba.

## Povijest sastava
Sastav su osnovali Ivan Eror i Matija Pećar. Kao ime sastava odabrali su izmišljenu riječ kojom bi opisali nekoga tko se pretvorio u gavrana. Započeli su kao black metal-sastav, no kasnije su u svoju glazbu dodavali sve više elemenata psihodelije i avangarde. Nakon osnutka, pridružuju im se Branimir Tonković i Denis Balaban iz sastava Usud te 2010. objavljuju prvi EP The Void Transmission, a idući, Povijest trovanja, dvije godine kasnije. Prvi studijski album, Raspored užasa, objavljuju 2013. godine, a iduće godine album Sebi jesi meni nisi koji je 2015. ponovo objavila poljska diskografska kuća Arachnophobia Records. Pod istim diskografom objavljuju i treći album Jedva čekam da nikad ne umrem koji je dobio mnoge pozitivne recenzije, između ostalih i na poznatim metal blogovima Angry Metal Guy i No Clean Singing. Nakon snimanja albuma, troje članova napušta sastav, uključujući i osnivača Ivana Erora te kao jedini preostali članovi ostaju Matija Pećar i Marko Domgjoni.

## Članovi sastava
Trenutačna postava
- Marko Domgjoni — klavijature
- Matej Pećar — gitara, bas-gitara

Bivši članovi
- Glaatz — bubnjevi
- Branimir Tonković — bubnjevi
- Kabur — gitara
- Denis Balaban — gitara
- Ivan Eror — vokali

## Diskografija
Studijski albumi
- Raspored užasa (2013.)
- Sebi jesi meni nisi (2014.)
- Jedva čekam da nikad ne umrem (2016.)

EP-ovi
- The Void Transmission (2010.)
- Povijest trovanja (2012.)

## Vanjske poveznice
- Službena Facebook stranica